# Lijst van voetbalinterlands Equatoriaal-Guinea - Togo
Deze lijst van voetbalinterlands is een overzicht van alle officiële voetbalwedstrijden tussen de nationale teams van Equatoriaal-Guinea en Togo. De landen speelden tot op heden vijf keer tegen elkaar. De eerste ontmoeting was een kwalificatiewedstrijd voor het Wereldkampioenschap voetbal 2006 op 11 oktober 2003 in Bata. De laatste ontmoeting, een kwalificatiewedstrijd voor de Afrika Cup 2025, vond plaats op 17 november 2024 in Lomé.

## Wedstrijden
| № | Plaats     | Datum             | Competitie                   | Wedstrijd                 | Uitslag |
| - | ---------- | ----------------- | ---------------------------- | ------------------------- | ------- |
| 1 | Bata       | 11 oktober 2003   | WK 2006 kwalificatie         | Equatoriaal-Guinea – Togo | 1 – 0   |
| 2 | Lomé       | 16 november 2003  | WK 2006 kwalificatie         | Togo – Equatoriaal-Guinea | 2 – 0   |
| 3 | Casablanca | 27 september 2022 | Vriendschappelijk            | Equatoriaal-Guinea − Togo | 2 − 2   |
| 4 | Malabo     | 9 september 2024  | Afrika Cup 2025 kwalificatie | Equatoriaal-Guinea − Togo | 2 − 2   |
| 5 | Lomé       | 17 november 2024  | Afrika Cup 2025 kwalificatie | Togo − Equatoriaal-Guinea | 3 − 0   |

## Samenvatting
| Competitie              | Totaal gespeeld | Winst Equat.-Guinea | Gelijk | Winst Togo | Doelsaldo Equat.-Guinea – Togo |
| ----------------------- | --------------- | ------------------- | ------ | ---------- | ------------------------------ |
| WK-kwalificatie         | 2               | 1                   | 0      | 1          | 1 − 2                          |
| Afrika Cup-kwalificatie | 2               | 0                   | 1      | 1          | 2 − 5                          |
| Vriendschappelijk       | 1               | 0                   | 1      | 0          | 2 − 2                          |
| Totaal                  | 5               | 1                   | 2      | 2          | 5 − 9                          |

Wedstrijden bepaald door strafschoppen worden, in lijn met de FIFA, als een gelijkspel gerekend.
FEF · A-internationals · Selecties · Equatoriaal-Guinees vrouwenelftal
1970 – 1979 · 
1980 – 1989 · 
1990 – 1999 · 
2000 – 2009 · 
2010 – 2019 ·
2020 − 2029
1975 · 
1976 · 
1977 · 
1978 · 1979 · 1980 · 
1981 · 
1982 · 1983 · 
1984 · 
1985 · 
1986 · 
1987 · 
1988 · 
1989 · 
1990 · 
1991 · 1992 · 1993 · 1994 · 1995 · 1996 · 1997 · 
1998 · 
1999 · 
2000 · 
2001 · 
2002 · 
2003 · 
2004 · 
2004 · 
2005 · 
2006 · 
2007 · 
2008 · 
2009 · 
2010 · 
2011 · 
2012 · 
2013 · 
2014 · 
2015 · 
2016 · 
2017 ·
2018 ·
2019 ·
2020 ·
2021 ·
2022 ·
2023 ·
2024
Algerije ·
Andorra ·
Angola ·
Benin ·
Botswana ·
Burkina Faso ·
Cambodja ·
Centraal-Afrikaanse Republiek ·
Congo-Brazzaville ·
Congo-Kinshasa ·
Djibouti ·
Egypte ·
Estland ·
Gabon ·
Gambia ·
Ghana ·
Guinee ·
Guinee-Bissau ·
Ivoorkust ·
Kaapverdië ·
Kameroen ·
Kenia ·
Kosovo ·
Libanon ·
Liberia ·
Libië ·
Madagaskar ·
Malawi ·
Mali ·
Marokko ·
Mauritanië ·
Mauritius ·
Namibië ·
Niger ·
Nigeria ·
Rwanda ·
Saoedi-Arabië ·
Sao Tomé en Principe ·
Senegal ·
Sierra Leone ·
Soedan ·
Spanje ·
Tanzania ·
Togo ·
Tsjaad ·
Tunesië ·
Zambia ·
Zuid-Afrika ·
Zuid-Soedan
FTF · Selecties · Togolees vrouwenelftal
1950 – 1959 · 
1960 – 1969 · 
1970 – 1979 · 
1980 – 1989 · 
1990 – 1999 · 
2000 – 2009 · 
2010 – 2019 ·
2020 − 2029
WK 2006
Algerije ·
Angola ·
Bahrein ·
Benin ·
Botswana ·
Bukina Faso ·
Centraal-Afrikaanse Republiek ·
Chili ·
Comoren ·
Congo-Bazzaville ·
Congo-Kinshasa ·
Denemarken ·
Djibouti ·
Egypte ·
Equatoriaal-Guinea ·
Ethiopië ·
Frankrijk ·
Gabon ·
Gambia ·
Ghana ·
Guinee ·
Guinee-Bissau ·
Iran ·
Ivoorkust ·
Japan ·
Kaapverdië ·
Kameroen ·
Kenia ·
Lesotho ·
Liberia ·
Libië ·
Liechtenstein ·
Luxemburg ·
Madagaskar ·
Malawi ·
Mali ·
Marokko ·
Mauritanië ·
Mauritius ·
Mozambique ·
Namibië ·
Niger ·
Nigeria ·
Oeganda ·
Oman ·
Paraguay ·
Rwanda ·
Sao Tomé en Principe ·
Saoedi-Arabië ·
Senegal ·
Sierra Leone ·
Soedan ·
Swaziland ·
Tsjaad ·
Tunesië ·
Verenigde Arabische Emiraten ·
Zambia ·
Zimbabwe ·
Zuid-Korea ·
Zuid-Soedan ·
Zwitserland
Frankrijk (2006) · 
Zuid-Korea (2006) · 
Zwitserland (2006)